# Teucholabis (Teucholabis) rubescens
Teucholabis (Teucholabis) rubescens is een tweevleugelige uit de familie steltmuggen (Limoniidae). De soort komt voor in het Nearctisch gebied.